# C.A. Bodelsen
Carl Adolf Gottlieb Bodelsen, bedre kendt som C.A. Bodelsen (18. november 1894 i Helsingør – 24. november 1978) var en dansk litteraturforsker med speciale i engelsk litteratur, professor og modstandsmand, medlem af Frihedsrådet under Besættelsen. Han var gift med kunsthistorikeren Merete Bodelsen og var fader til forfatteren Anders Bodelsen.
C.A. Bodelsen var søn af vicekonsul N.F. Bodelsen og hustru Agnete f. Gottlieb, blev student 1913, cand.mag. i engelsk 1919, var sekretær i traktatkommissionen 1919-23 og midlertidig sekretær i Udenrigsministeriet 1924 og 1925. Han blev dr.phil. 1924 på disputatsen Studies in Mid-Victorian Imperialism og M.A. fra University of Oxford, hvor han var på studieophold 1923 og 1925, var derefter docent i engelsk sprog og litteratur ved Københavns Universitet fra 1926 og professor 1932-1965. Han var på rejse i Australien 1921 og i USA 1945,  og redaktør ved Gyldendals Bibliotek 1928-30. Den 27. marts 1931 ægtede han kunsthistoriker Merete Bodelsen, f. Christensen.
Bodelsen var leder af Dansk Studieoplysningskontor 1926-58, medlem af bestyrelsen for Dansk-Engelsk Selskab 1931-68, præsident for selskabet 1933-45, medlem af bestyrelsen for Dansk-Russisk Samvirke 1945-52, næstformand for Lingvistkredsen 1942-64, medlem af Danmarks Frihedsråd december 1944-juni 1945, af Frit Danmarks hovedledelse 1943-52, af bestyrelsen for Frihedsfonden fra 1948 og af Konsistorium 1945-48, medlem af Justitsministeriets navneudvalg 1948-69, af forretningsudvalget for Danish Graduate School 1948-62 og af bestyrelsen for 4. Maj Kollegiet på Frederiksberg fra 1958; medlem af Europarådets kulturelle ekspertkomité (nu Council for Cultural Cooperation) 1950-66, præsident 1953-54, dansk repræsentant i den europæiske universitetskomité (The Council of Europe Committee of Higher Education and Research) 1955-64. Visiting Fellow ved St. Cathrine's College, Oxford 1963. Han blev tildelt Hegel-prisen 1967.

## Værker
- Studies in Mid-Victorian Imperialism (disputats, 1924, ny udg. London 1960, New York 1968)
- England (1928)
- Moderne engelsk Skønlitteratur (1929)
- Det britiske Kolonirige (1937)
- A Survey of English Institutions (1942)
- Amerika i Dag (1945, sammen med Merete Bodelsen)
- Dansk-Engelsk Ordbog (1954 og 1956, sammen med H. Vinterberg, 2. udg. 1966 og senere udg.)
- Dickens og hans Bøger (1957)
- T.S. Eliot's Four Quartets (1958)
- Aspects of Kipling's Art (Manchester 1963)
- Kipling (1964)
- Essays and Papers (1964)
- England. En Rejsebog (1969)
- medredaktør af English Studies 1948-69